# Joaquín Jesús Caparrós Camino
Joaquín Jesús Caparrós Camino (Utrera, Sevilla, 13 d'octubre de 1955) és un entrenador de futbol andalús, és president d'honor del Sevilla FC.

## Carrera com a jugador
Com a jugador formà part dels equips Juvenil A, Amateur i Castella del Reial Madrid per, posteriorment, jugar amb el CD Leganés i la Unión Balompédica Conquense. No obstant això, fou com a entrenador com guanyà la fama dins del món del futbol.

## Carrera com a entrenador
Després d'entrenar diferents equips de Tercera Divisió, el seu primer gran èxit el visqué a la banqueta del Recreativo de Huelva, el qual ascendí a Segona Divisió A la temporada 1997/98.
Després d'una temporada a la divisió de plata amb l'equip de Huelva, fitxà pel Vila-real Club de Futbol, amb el qual aconseguí finalitzar el campionat en tercera posició i aconseguir així l'ascens a Primera Divisió.
Malgrat aconseguir l'ascens a primera divisió amb el Vila-real, Caparrós fitxà pel descendit a Segona Divisió Sevilla FC, amb el qual aconseguí guanyar la Segona Divisió a la temporada següent, la 2000/01 i, per fi, poder entrenar a primera divisió. A la màxima categoria del futbol espanyol, Caparrós aconseguí classificar el Sevilla FC per la Copa de la UEFA les temporades 2003/04 i 2004/05 i aconseguir arribar a semifinals de la Copa del Rei.
La temporada 2005/06 fitxà pel Real Club Deportivo de La Coruña on entrenà amb escàs èxit durant dues temporades, d'on marxà a l'Athletic Club de Bilbao, equip en el qual va entrenar amb notable èxit, aconseguint classificar-lo per la final de la Copa del Rei del 2009 que perdé enfront del FC Barcelona per 4-1, això no obstant, arribar a la final serví a l'equip basc per a classificar-se per a la Copa de la UEFA.
L'estiu del 2011 no va renovar amb l'Athletic atès que els socis van triar president a Josu Urrutia, que va presentar com a entrenador de l'entitat a Marcelo Bielsa. El 2013 fitxà com a entrenador pel Llevant Unió Esportiva.
El 28 de maig de 2014, el Granada Club de Fútbol anuncià el seu fitxatge per dues temporades, amb opció a una tercera. El 16 de gener de 2015, quan el Granada era cuer de la classificació de lliga, i acabava de ser eliminat de la Copa pel Sevilla, Caparrós fou cessat.
El 16 de gener de 2015, amb el Granada cuer de la lliga i acabat d'eliminar de la copa pel Sevilla (1–6 en el resultat global), Caparrós fou destituït. Va tornar a la feina el novembre de l'any següent, substituint el cessat Enrique Martín al CA Osasuna, però va haver de dimitir el 5 de gener de 2017 després de set derrotes en els mateixos partits de lliga.
El 2 de juny de 2017, Caparrós va marxar d'Europa per primer cop, per entrenar el club de Qatar Al Ahli SC (Doha). Va dimitir el 27 de desembre, al·legant motius personals.
Caparrós va retornar a Sevilla el 28 d'abril de 2018 després del cessament de Vincenzo Montella, fins al final de la temporada. El maig, després que el club fitxés Pablo Machín com a entrenador, va ser nomenat director esportiu.